# Badinières
Badinières este o comună în departamentul Isère din sud-estul Franței. În 2009 avea o populație de 588 de locuitori.

## Evoluția populației
| An        | 1975 | 1982 | 1990 | 1999 | 2006 | 2009 |
| --------- | ---- | ---- | ---- | ---- | ---- | ---- |
| Populație | 309  | 299  | 364  | 418  | 538  | 588  |